# La piel que habito
La Piel que Habito (A Pele Onde Eu Vivo (português europeu) ou A Pele Que Habito (português brasileiro)) é um filme espanhol, dos genêros drama e suspense de 2011, realizado por Pedro Almodóvar com Antonio Banderas e Elena Anaya no papel principal. O filme estreou no Brasil em 4 de novembro de 2011 e em Portugal no dia 17 de novembro de 2011.
O roteiro é baseado no romance Mygale (1995) publicado posteriormente sob o título Tarántula (2005), de autoria do escritor francês Thierry Jonquet. As filmagens começaram em 23 de agosto de 2010 em Santiago de Compostela, Pontevedra e Ponte Ulla (Galiza), também serviram de locações as cidades de Madri e Toledo, todas em Espanha.
A produção integrou a seleção de filmes que competiram à Palma de Ouro no Festival de Cannes de 2011.

## Sinopse
O doutor Robert Ledgard (Antonio Banderas) é um notável cirurgião plástico, alimentado pela obsessão de recriar em laboratório uma espécie de pele humana, desde que sua esposa sofrera graves queimaduras após um acidente de carro. Atormentado pela morte da mulher, Ledgard se mostra um homem inescrupuloso e não medirá esforços para colocar em prática seus experimentos para criar uma pele artificial para seres humanos. Posteriormente, acontece a morte da sua única filha, enferma mental aparentemente estuprada por um rapaz que acabara de conhecer, o que o faz buscar vingança, aprisionando-o em sua casa e fazendo dele sua cobaia.

## Elenco
- Antonio Banderas ... Robert Ledgard
- Elena Anaya ... Vera
- Marisa Paredes ... Marilia
- Jan Cornet ... Vicente
- Roberto Álamo ... Zeca
- Blanca Suárez ... Norma
- Eduard Fernández ... Fulgencio
- José Luis Gómez ... Presidente do Instituto de Biotecnologia
- Susi Sánchez ... Mãe de Vicente
- Bárbara Lennie ... Cristina

## Produção

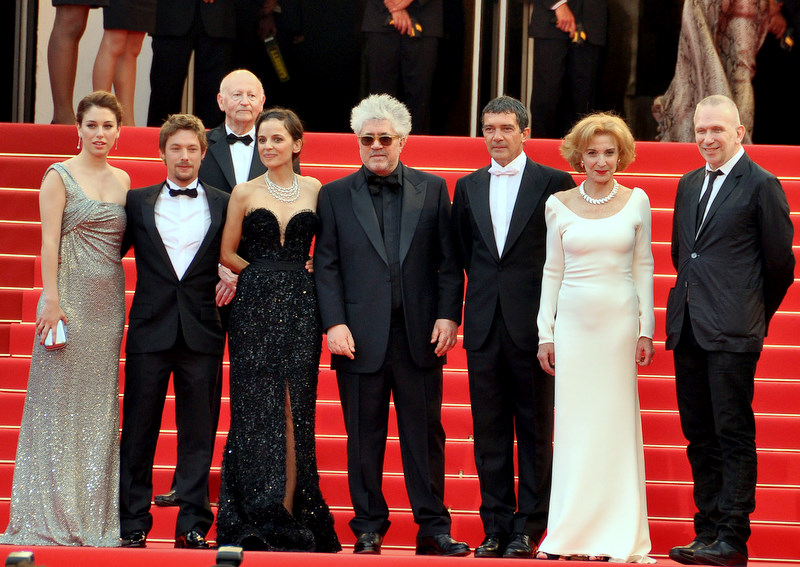
O elenco no Festival de Cannes, 2011

Antes de começar a rodar o filme, Amodóvar assegurou que retrataria uma situação limite que afetava, sobretudo, a dois personagens e que seria um filme de terror, mas sem gritos nem sustos.
O longa-metragem foi rodado em 2010, ao longo de onze semanas, na região da Galíza e nas cidades de Madrid e Toledo. Sendo que esta última cidade é onde se localiza a casa que serviu de cenário para muitas cenas: a quinta (el cigarral) do Doutor Robert Ledgard.
Se passaram vinte e dois anos desde a última vez que Pedro Almodóvar e o ator Antonio Bandeiras trabalharam juntos. Isso aconteceu no filme ¡Átame! (1989). Bandeiras revela que já não lembrava como era intenso trabalhar com o diretor e retomar esta parceria é como se ele estivesse retornando às raízes, como se voltasse para casa.
Ainda que em diversas ocasiões Pedro Almodóvar havia afirmado que contava com Penélope Cruz para este projeto, finalmente, por problemas de agenda com Penélope, ele deu o papel à Elena Anaya.

## Influências
Apesar de um filme baseado no livro Mygale (1995), de Thierry Jonquet, o roteiro adaptado, escrito por Pedro Almodóvar, recebeu diferentes versões, ao longo de três anos, até o momento que decidiu-se filmá-lo. O diretor afirma que a única referência cinematográfica clara e direta de La piel que habito é a do filme francês Os Olhos Sem Rosto (Les yeux sans visage), de 1960.
O filme inclui alusões à arte de Louise Bourgeois e na decoração de um dos ambientes observa-se um quadro de Guillermo Pérez Villalta (de propriedade do próprio diretor), várias colagens de Juan Gatti e reproduções, em grande tamanho, de duas pinturas de Ticiano, "A Vênus de Urbino" e "Vênus e o Organista".